# タスマル

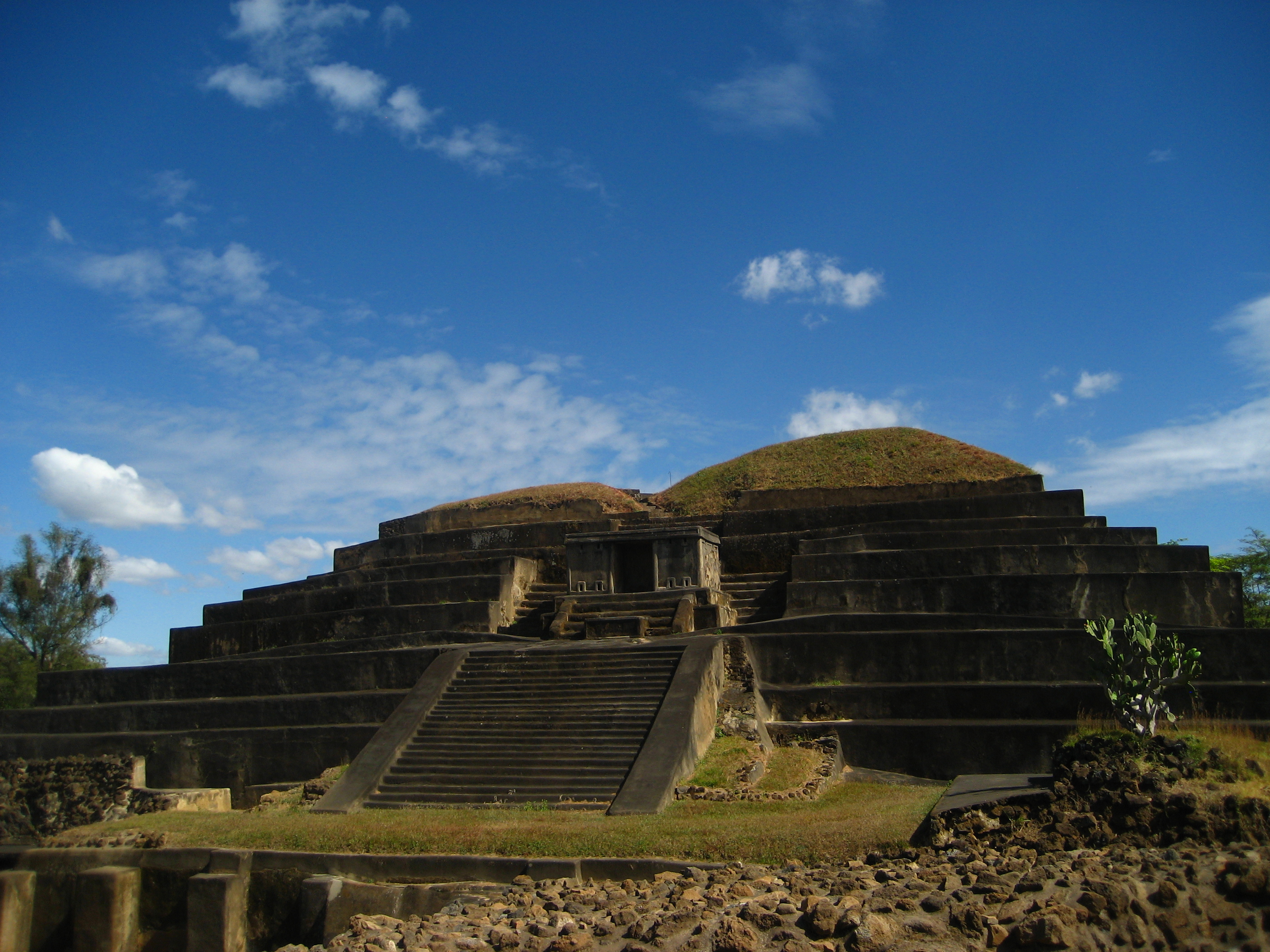
タスマル遺跡公園の大神殿（B1-1）。右手前側足元に見える建造物は修復後の小神殿（B1-2）。

タスマル（Tazumal）は、エルサルバドル共和国サンタ・アナ県チャルチュアパ市にあるマヤ文明遺跡のひとつ。「タスマル」はキチェー語で「いけにえが焼かれたピラミッド」を意味する。エル・トラピチェやカサ・ブランカなどの地区と総称してチャルチュアパ遺跡と呼称したり、単独してタスマル遺跡と呼称する。100サルバドール・コロンの紙幣の図柄としても登場している。

## 概要
タスマルは、エルサルバドル西部のチャルチュアパ遺跡を構成するマヤ時代の遺跡のひとつで、アメリカ人考古学者スタンリー・ボッグスによって1940年から1950年にかけて発掘がなされ、1947年に国の歴史記念物に認定された。テオティワカンの古代都市、あるいはトゥーラ・シココティトランに酷似した建築様式を持ち、主要な部分はピラミッド構造の大神殿（1号建造物、B1-1）およびその西側に立つ小さな神殿（2号建造物、B1-2）の2種類の異なった神殿で構成され、その関係については明らかになっていない。1940年代のロングイヤーやボッグスの調査では、大神殿と小神殿を中心にタスマル地区に13の建造物が確認されている。うち、後古典期に建築された球戯場の遺構である3号建造物（B1-3）と4号建造物（B1-4）は、今日でも遺跡公園の区域にあり保存されている。遺跡公園の西側一帯は墓地となっており、かつて存在した5号建造物は近代になって墓地のため完全に破壊されてしまった。残りは遺跡公園の東側に存在していた。1940年代時点で7号建造物は破壊され石造の基壇を残すのみとなっていたが、8号から13号建造物は小規模な神殿、若しくは低基壇で保存状態は良好であった。
先古典期中期から後古典期にわたって都市活動が行われたチャルチュアパ遺跡の中では比較的後代に繁栄した遺跡で、北にあるエル・トラピチェ地区やカサ・ブランカ地区が活動を停止した紀元4世紀以降にタスマル地区に中心が移った。都市領域は拡大していき、紀元7世紀にはカサ・ブランカ地区でも先古典期の建造物を覆って新しい建造物が建てられはじめるが、紀元10世紀にいたってもタスマル地区がチャルチュアパの中心であったと考えられている。
大神殿は少なくとも14の異なった期間による建築段階を持っていると考えられており、最も古いもので紀元前6世紀から3世紀ごろ、最も新しいもので6世紀から11世紀ごろとされる。2003年から2004年にかけ、エルサルバドルの国立文化芸術審議会および日本の名古屋大学が行った測量調査によれば、大神殿は北部と西部に30mほどの基壇を持ち、それぞれの建築軸がほぼ直角に交わるよう設計され、これらの基壇の上に別の時期にピラミッドが構築されたとしている。出土品としては円筒形土器やヒスイ片などがある。19世紀末にはイグナシオ・バルベレーナによって、大神殿の西側の基壇付近で「タスマルの聖母（virgen de Tazumal）」として知られる21号モニュメントが発見されている。また、バルベレーナは6号建造物付近で「うずくまったジャガー（couchant jaguar）」と呼ばれる別の石造モニュメントを発見しており、これらのモニュメントはカサ・ブランカで発見されたチャクモールなどと同様に国立博物館へ送られた。
2004年10月、1950年代にボッグスによってコンクリートで壁面を補強された小神殿の南側一部が倒壊し、2005年から2006年にかけてJICAとCONCULTURA（国立文化芸術審議会）の協力の元、修復に伴う発掘調査が行われた。その結果、小神殿は礫や平石で築かれた石造建築物であり、少なくとも4回の改装が行われており、建築様式などから後古典期のものであることが判明した。

## ヌエボ・タスマル地区
ヌエボ・タスマル（Nuevo Tazumal）は、チャルチュアパ遺跡群を構成する地区のひとつであり、タスマル地区の北東に隣接している。2001年から2003年にかけて宅地開発に伴う発掘調査がCONCULTURAによって実施され、礫で築かれた低基壇の建造物や、住居跡の基礎が複数発見された。これらの遺構は出土遺物から後古典期のものと推定されている。また、深く掘られた試掘坑からは古典期後期の埋葬が見つかっており、後古典期の遺構の下には古典期後期の遺構が存在すると考えられている。